# Lucidní interval
Lucidní interval (anglicky: Lucid interval) je časový úsek, během kterého se u nemocného s postižením mozku nevyskytují klinické projevy. Obvykle jde o časový interval mezi poškozením mozku např. úrazem a nástupem projevů útlaku mozku edémem nebo hematomem, ale může tak být označen i interval, kdy se na poměrně krátkou dobu přestane projevovat chronická choroba, např. Alzheimerova choroba.
V urgentní medicíně tak označuje dočasné zlepšení pacientova stavu po traumatickém poranění mozku, po němž (období zlepšení) se stav zhorší. Lucidní interval je klinickým příznakem epidurálního hematomu. Odhaduje se, že 20 až 50 % pacientů s epidurálním hematomem mělo lucidní interval. Lucidní interval nastává po počátečním bezvědomí. Pacient „působí zdravým dojmem, do doby, než se začnou projevovat příznaky stlačení mozkové tkáně hematomem.“ Doba lucidního intervalu se může individuálně lišit od minut po hodiny. Zhoršení pak nastává ve stavu, kdy již mozek není schopen svými mechanismy tento zvýšený nitrolební tlak kompenzovat. Ten je způsobem hromaděním krve v mozku, která způsobuje zmíněný nitrolební tlak, který má za následek poškození mozkové tkáně. U některých pacientů se navíc může po traumatu objevit pseudoaneurysma, které může prasknout a krvácet, což je faktor, který musí být při ztrátě vědomí brán v úvahu.
V případě, že pacient může mít lucidní interval, musí být jakékoliv významné trauma hlavy považováno za lékařsky urgentní a pacient musí obdržet pohotovostní lékařské ošetření i v případě, že je při vědomí. Edém (otok) mozku je velmi vážný a potenciálně smrtelný stav. Může se rozvinout i po poměrně malém traumatu hlavy.